# Vitor Hugo (Fußballspieler, 1991)
Vitor Hugo Franchescoli de Souza, genannt Vitor Hugo, (* 20. Mai 1991 in Guaraci) ist ein brasilianischer Fußballspieler. Er spielt auf der Position eines Innenverteidigers.

## Karriere

### Verein
Vitor Hugo begann mit dem Fußballspiel im Nachwuchsbereich des EC Santo André. Hier gelang ihm 2010 der Sprung in den Profikader. Sein Debüt gab er am 26. Mai 2010. Am vierten Spieltag der Série B 2010 stand er im Heimspiel gegen Portuguesa in der Startelf. Dem Einsatz folgten noch weitere in der Meisterschaft. In seinem vierten gelang ihm sein erstes Tor als Profi. Am 1. September zuhause gegen den EC Bahia erzielte er in der 72. Minute den einzigen Treffer der Partie. 2011 kam er in der Staatsmeisterschaft von São Paulo sieben Spielen (ein Tor). In der Série B 2011 war Vitor Hugo an Sport Recife ausgeliehen, er bekam aber keine Spielzeiten. Er saß nur einmal auf der Reservebank. 2012 verließ er den Klub. Er wechselte zu trat er in der Staatsmeisterschaft wieder für den Ituano FC an, um danach als Leihspieler beim Ceará SC in der Série B 2012 aufzulaufen. Nachdem der Spieler zur Austragung der Spiele um die Staatsmeisterschaften 2013 wieder für Ituano gespielt hatte, wechselte er im Mai fest zu América Mineiro. In der Série B 2014 misslang América aufgrund eines Punkabzuges der Aufstieg in die Série A 2015. Vitor Hugo war in der Série B als bester Verteidiger ausgezeichnet worden. Ihm persönlich gelang der Aufstieg in die obersten Spielklasse Brasiliens.
Der Spieler wurde für ein Jahr an die SE Palmeiras ausgeliehen. Kurz nachdem er am 12. Dezember seiner Frau das Ja-Wort gegeben hatte, teilte ihm sein Vater die Leihe mit. Der Kontrakt enthielt eine Kaufoption zum Ende der Leihe. Im Rahmen der Staatsmeisterschaft 2015 gab er seinen Einstand. Bei Grêmio Osasco Audax am 31. Januar lief er in der Anfangsformation auf. Auch sein erstes Tor für Palmeiras erzielte Vitor Hugo in dem Wettbewerb. Beim FC Santos am 11. März traf er in der 7. Minute nach Vorlage von Robinho zur 1:0-Führung (Endstand-1:2). Er etablierte sich schnell als Stammspieler. In der Série A 2015 trat er erstmals am ersten Spieltag der Série A 2015 an. In dem Spiel mit Atlético Mineiro zu Gast, erzielte er auch sein erstes Erstligator. Nach Vorlage von Zé Roberto schoss er in der 82. Minute den 1:1-Anschlusstreffer (Endstand-2:2). Noch im selben Jahr entschloss sich der Klub, die Kaufoption zu ziehen und stattete ihn mit einem Fünfjahresvertrag aus. Im Finalrückspiel der Copa do Brasil 2015 konnte der FC Santos mit 4.3 im Elfmeterschießen besiegt werden und Vitor Hugo seinen ersten nationalen Titel feiern. Im Zuge dessen trat er in zehn Spielen an und erzielte zwei Tore. Auch in der Folgesaison war der Spieler mit Palmeiras erfolgreich. Am 11. Dezember 2016 endete die Série A 2016. In dieser hatte Vitor Hugo 35 von 38 möglichen Spielen bestritten und vier Tore erzielt und war ein wichtiger Baustein beim Gewinn des neunten Meistertitels seines Klubs.
Im Juni 2017 wurde sein Wechsel nach Italien zur AC Florenz offiziell. Vitor Hugo unterschrieb einen Vierjahresvertrag mit der Option auf eine automatische Verlängerung um eine weitere Saison. Seinen Einstand bei Florenz gab er am 20. August 2017 in der Serie A 2017/18. In dem Treffen bei Inter Mailand, spielte er von Anfang an. Im März 2018 erzielte der Spieler sein erstes Tor für den Klub. Er traf im Heimspiel gegen Benevento Calcio erzielte er in der 25. Minute nach Vorlage von Riccardo Saponara das einzige Tor der Partie. Im Juli 2019 kehrte er vorzeitig in seine Heimat zurück.
Er unterzeichnete erneut bei Palmeiras. Der Kontrakt erhielt eine Laufzeit über fünf Jahre. Beim Gewinn der Copa Libertadores 2020 und Copa do Brasil 2020 stand Vitor Hugo nicht mehr in den Finalspielen. Er hatte Palmeiras zuvor Richtung Türkei verlassen. In der Libertadores hatte er drei Einsätze bestritten, in der Copa do Brasil nicht im Kader gestanden. Seine nächste Station wurde Trabzonspor. Der Klub zahlte 20 Millionen Real und stattete den Spieler mit einem Vierjahresvertrag aus. Sein erstes Spiel für Trabzonspor war auch sein erstes in der Süper Lig. Am 17. Oktober empfing man Istanbul Başakşehir FK. Hier stand er in der Startelf. Sein erstes Tor für die Türken schoss der Spieler am 16. Dezember. Im Spiel in der 5. Hauptrunde gegen Adana Demirspor erzielte er beim 2:2 beide Tore seines Klubs. Beide nach Vorlagen von Lewis Baker in der 55. Minute zum 1:1 und der 93. Minute zum 2.2. Im entscheidenden Elfmeterschießen war er einer von zwei Fehlschützen. Sein Klub schied dann aus dem Turnier aus. Beim Hatayspor traf Vitor Hugo am 22. Dezember erstmals in der Liga für Trabzonspor ins Netz. Lewis Baker gab in der 74. Minute die Vorlage zum einzigen Tor des Spiels. Mit Trabzonspor gab er seinen Einstand auf europäischer Klubebene. Im Platzierungsweg der 3. Qualifikationsrunde der UEFA Europa Conference League 2021/22 war der Molde FK der Gegner. Das Hinspiel fand am 5. August zuhause statt. Vitor Hugo erzielte bei dem 3:3 in der 58. Minute die 2:1-Führung. Am 22. Mai 2022 feierte er mit dem Klub die Meisterschaft in der Süper Lig 2021/22. Dabei hatte er 29 von 38 möglichen Spielen bestritten (ein Tor).
Im März 2023 kehrte Vitor Hugo vorzeitig nach Brasilien zurück. Hier unterzeichnete er einen Kontrakt beim EC Bahia. Er erhielt einen Vertrag bis Jahresende 2026. In dem Jahr kam er bei Bahia zu 27 Einsätzen in der Série A 2023 und zweien im Copa do Brasil 2023. Bereits im Januar 2024 ging seine Reise weiter. Er kehrte nach Europa zurück, wo er an den griechischen Klub Panathinaikos Athen ausgeliehen wurde. Die Leihe war bis Saisonende 2023/24 befristet. In der Super League 2023/24 stand er dann nur acht Mal auf dem Platz, davon sechs Mal als Starter. Seinen ersten Einsatz erhielt er am 25. Februar gegen AE Kifisia. Hier wurde er in der 67. Minute für Rubén Pérez eingewechselt. Ein Tor gelang ihm in seiner Zeit in Athen nicht. Dafür kamen aber noch zwei Spiele im Fußballpokal hinzu, welchen der Klub am 25. Mai gewann. Im Anschluss kehrte er zu Bahia zurück, fand sich hier aber meist auf der Reservebank wieder.
Kurz vor Ende der Spiele um die Staatsmeisterschaft wurde Vitor Hugo im März 2025 erneut verliehen. Seine nächste Station wurde Atlético Mineiro. Die Leihe wurde bis ans Jahresende befristet.

### Nationalmannschaft
Am 19. Januar 2017 wurde Vitor Hugo von Nationaltrainer Tite erstmals in den Kreis der Nationalmannschaft berufen. Er sollte in einem Benefizspiel gegen Kolumbien dabei sein. Die Erlöse aus der Partie sollten die Familien unterstützen, welche Opfer bei dem Unglück des LaMia-Flugs 2933 zu beklagen hatten. Da das Spiel außerhalb des offiziellen FIFA-Kalenders stattfand, konnte Tite nur Spieler aus brasilianischen Ligen berufen. In der Partie im Engenhão am 25. Januar saß er nur auf der Reservebank.

## Erfolge
Palmeiras
- Copa do Brasil: 2015
- Campeonato Brasileiro de Futebol: 2016

Trabzonspor
- Türkischer Fußball-Supercup: 2020, 2022
- Süper Lig: 2021/22

Panathinaikos
- Griechischer Fußballpokal: 2023/24

## Trivia
In seiner Jugend hat unterschiedliche Tätigkeiten ausgeübt, um seine Familie finanziell zu unterstützen. So arbeitete er als Auffüller auf Märkten, Pflücker von Baumwolle, Kaffee oder Bohnen. Des Weiteren hatte er als Kellner in einem Fischrestaurant gearbeitet sowie als Eisverkäufer und bei seinem Vater als Maurer.